# Leonardo Villar
Leonardo Villar, nome artístico de Leonildo Motta (Piracicaba, 25 de julho de 1923 – São Paulo, 3 de julho de 2020), foi um ator brasileiro. 
Um de seus trabalhos mais famosos na televisão foi o do fanático religioso Ezequiel, na telenovela Barriga de Aluguel. Teve atuações marcantes no Cinema Novo, tornando-se reconhecido internacionalmente ao interpretar a personagem Zé do Burro no filme O Pagador de Promessas (1962), de Anselmo Duarte, indicado ao Oscar de Melhor Filme Estrangeiro e até hoje a única produção brasileira a receber a Palma de Ouro no Festival de Cannes.

## Biografia
Leonildo nasceu em Piracicaba, interior de São Paulo, filho do casal de imigrantes espanhóis Antonio Mota Viñales e Concepción Fernández Pérez, ambos naturais de Estepona, Málaga, na Andaluzia. Era o mais jovem de sete irmãos.
Começou a carreira no teatro no final da década de 1940, na capital paulista, logo após se formar na primeira turma da Escola de Arte Dramática (EAD) em 1948, indo para o Teatro Brasileiro de Comédia (TBC), onde ficou por oito anos.
Sua estreia profissional foi na peça A Raposa e as Uvas, de Guilherme Figueiredo, dirigido por Bibi Ferreira. Fez na sequencia o personagem Pimentel em A Falecida, de Nelson Rodrigues, em montagem da Companhia Dramática Nacional, e depois o personagem Finot em Canção Dentro do Pão, dirigido por Sergio Cardoso. Pelo Teatro Brasileiro de Comédia, fez as peças Leonor de Mendonça em 1954, e Santa Marta Fabril S. A. em 1955, ambas dirigidas por Adolfo Celi.

Leonardo Vilar, Oscar Ornstein, Adolfo Celi e Fernanda Montenegro em 1963

Depois, atua em Um Panorama Visto da Ponte, de Arthur Miller em 1958, pelo qual ganha os prêmios Saci e da Associação Brasileira de Críticos Teatrais, e depois se torna o protagonista Zé do Burro de O Pagador de Promessas, peça de Dias Gomes, dirigida por Flávio Rangel em 1960. Pela peça, recebe mais uma vez o prêmio da Associação Paulista de Críticos Teatrais e o prêmio Governador do Estado de São Paulo. Este personagem que o alçaria a fama mundial: ele se torna reconhecido internacionalmente ao interpretar mais uma vez o personagem Zé do Burro na adaptação para o cinema de O Pagador de Promessas feita por Anselmo Duarte em 1962, o único filme brasileiro a receber a Palma de Ouro no Festival de Cannes, o qual foi também indicado ao Oscar de Melhor filme estrangeiro. Seus últimos trabalhos no Teatro Brasileiro de Comédia são A Semente e A Morte do Caixeiro Viajante, também dirigidas por Flávio Rangel.
Estreou na televisão em 1965, na novela A Cor de sua Pele, da TV Tupi. Em 1972, estreou na Rede Globo em O Primeiro Amor, atuando em sucessos como Escalada e Estúpido Cupido. Em 2001, voltou ao teatro com peça A Moratória. Nos anos 1980, atua em Campeões do Mundo, com texto de Dias Gomes, e direção de Antônio Mercado, e Motel Paradiso, com texto de Juca de Oliveira e direção de José Renato.
Em 1998, voltou a atuar no cinema em Ação entre Amigos, de Beto Brant. Na década seguinte ainda atuaria no filme de 2000 Brava Gente Brasileira, de Lúcia Murat, e em 2008, no filme Chega de Saudade, de Laís Bodanzky.
Leonardo Villar é considerado um dos melhores atores brasileiros e reverenciado entre seus colegas de profissão. Seu temperamento reservado e  tímido nunca fez dele uma estrela, mas sempre escolheu os papéis e fez as participações que quis. Seu último trabalho em televisão foi na novela Passione, entre 2010 e 2011, no qual interpretou o personagem Antero.

## Morte
Leonardo foi internado na UTI no dia 2 de julho de 2020, após não se sentir bem na noite anterior, e morreu na manhã do dia seguinte, 3 de julho de 2020, aos 96 anos, vítima de uma parada cardíaca.

## Teatro
| Ano  | Título                                                |
| ---- | ----------------------------------------------------- |
| 1950 | Os Pássaros                                           |
| 1951 | A Dama das Camélias                                   |
| 1951 | Seis Personagens à Procura de um Autor                |
| 1952 | Antigone                                              |
| 1952 | Vá com Deus                                           |
| 1953 | A Falecida                                            |
| 1953 | A Raposa e as Uvas                                    |
| 1953 | Canção Dentro do Pão                                  |
| 1954 | A Filha de Iório                                      |
| 1954 | Leonor de Mendonça                                    |
| 1955 | Maria Stuart                                          |
| 1955 | Os Filhos de Eduardo                                  |
| 1955 | Santa Marta Fabril S. A.                              |
| 1955 | Volpone                                               |
| 1956 | Eurydice                                              |
| 1956 | Gata em Teto de Zinco Quente                          |
| 1956 | Divórcio para Três                                    |
| 1957 | A Rainha e os Rebeldes                                |
| 1957 | Adorável Júlia                                        |
| 1957 | As Provas de Amor                                     |
| 1957 | Leonor de Mendonça                                    |
| 1958 | A Muito Curiosa História da Virtuosa Matrona de Éfeso |
| 1958 | Panorama Visto da Ponte                               |
| 1958 | Pedreira das Almas                                    |
| 1960 | O Pagador de Promessas                                |
| 1960 | O Anjo de Pedra                                       |
| 1960 | Um Gosto de Mel                                       |
| 1960 | Um Panorama Visto da Ponte                            |
| 1961 | A Semente                                             |
| 1962 | A Morte do Caixeiro Viajante                          |
| 1964 | Mary, Mary                                            |
| 1966 | O Sistema Fabrizzi                                    |
| 1966 | Rasto Atrás                                           |
| 1967 | Lua Minguante na Rua 14                               |
| 1971 | Senhorita Júlia                                       |
| 1972 | Um Panorama Visto da Ponte                            |
| 1977 | A Mala                                                |
| 1978 | O Grande Amor de Nossas Vidas                         |
| 1979 | Investigação na Classe Dominante                      |
| 1980 | Campeões do Mundo                                     |
| 1982 | Motel Paradiso                                        |
| 2001 | A Moratória                                           |

## Filmografia

### Cinema
| Ano  | Título                          | Papel                     | Notas          |
| ---- | ------------------------------- | ------------------------- | -------------- |
| 1962 | O Pagador de Promessas          | Zé do Burro               |                |
| 1964 | Lampião, o Rei do Cangaço       | Lampião                   |                |
| 1964 | Procura-se uma Rosa             | Marido                    |                |
| 1965 | A Hora e Vez de Augusto Matraga | Augusto Matraga           |                |
| 1966 | A Grande Cidade                 | Jasão                     |                |
| 1966 | Amor e Desamor                  | Alberto                   |                |
| 1966 | O Santo Milagroso               | Pastor Raimundo           |                |
| 1967 | Juego peligroso                 | Homero Olmos              |                |
| 1968 | A Madona de Cedro               | Delfino Montiel "Fininho" |                |
| 1982 | Amor de Perversão               | Júlio                     |                |
| 1996 | Enigma de um Dia                | Vigia                     | Curta-metragem |
| 1996 | Caligrama                       | Senhor paulista           | Curta-metragem |
| 1998 | Ação entre Amigos               | Correia                   |                |
| 2000 | Brava Gente Brasileira          | Comandante                |                |
| 2008 | Chega de Saudade                | Álvaro                    |                |

### Televisão
| Ano  | Título                     | Personagem                              | Notas                                  |
| ---- | -------------------------- | --------------------------------------- | -------------------------------------- |
| 1965 | A Cor da Sua Pele          | Dudu                                    |                                        |
| 1967 | Os Miseráveis              | Jean Valjean                            |                                        |
| 1969 | Acorrentados               | Rodrigo                                 |                                        |
| 1972 | O Primeiro Amor            | Professor Luciano Lima                  |                                        |
| 1972 | Uma Rosa com Amor          | Frazão                                  |                                        |
| 1973 | Os Ossos do Barão          | Miguel                                  |                                        |
| 1973 | Caso Especial              | Inspetor Isac                           | Episódio: "Está Lá Fora Um Inspetor"   |
| 1973 | Caso Especial              | Telmo                                   | Episódio: "O Demônio da Alma"          |
| 1974 | Caso Especial              | Zé Antônio                              | Episódio: "A Promessa"                 |
| 1974 | Caso Especial              | Dr. Fará                                | Episódio: "O Crime do Zé Bigorna"      |
| 1975 | Escalada                   | Alberto Silveira                        |                                        |
| 1975 | O Grito                    | Edgar                                   |                                        |
| 1976 | Estúpido Cupido            | Alcides Guimarães Filho (Guima)         |                                        |
| 1980 | Coração Alado              | França                                  |                                        |
| 1981 | O Fiel e a Pedra           | —                                       |                                        |
| 1982 | O Homem Proibido           | Dario                                   |                                        |
| 1983 | Voltei pra Você            | Rubens                                  |                                        |
| 1983 | Caso Especial              | Dr. Guedes                              | Episódio: "A Vida Secreta de Berenice" |
| 1983 | Caso Especial              | Hermes                                  | Episódio: "O Outro Lado do Horizonte"  |
| 1984 | Marquesa de Santos         | José Bonifácio de Andrada e Silva       |                                        |
| 1984 | Caso Verdade               | Vicenzo                                 |                                        |
| 1984 | Santa Marta Fabril S.A.    | Porfírio                                |                                        |
| 1985 | Tudo em Cima               | Robert Kraus                            |                                        |
| 1986 | Mania de Querer            | Prof. João Sabiá                        |                                        |
| 1990 | Fronteiras do Desconhecido | Frei Malthus                            | Episódio: "Adelino, Uma Vida de Amor"  |
| 1990 | Desejo                     | Dr. Rodrigues                           |                                        |
| 1990 | Barriga de Aluguel         | Ezequiel Ribeiro                        |                                        |
| 1991 | Amazônia                   | Peçanha                                 |                                        |
| 1995 | Tocaia Grande              | Coronel Elias Daltro                    |                                        |
| 1997 | O Desafio de Elias         | Malaquias                               |                                        |
| 1997 | Os Ossos do Barão          | Antenor Taques Redon                    |                                        |
| 1998 | Serras Azuis               | Ignácio O'Neill                         |                                        |
| 2000 | Laços de Família           | Paschoal Gomes                          |                                        |
| 2002 | Coração de Estudante       | Ronaldo Rosa                            |                                        |
| 2004 | Cabocla                    | Padre Genésio                           |                                        |
| 2006 | Pé na Jaca                 | José Amélio de Prado Almeida (Tio José) |                                        |
| 2010 | Passione                   | Antero Gouveia / Giovanni               |                                        |

## Prêmios e indicações
Troféu Roquette Pinto
| Ano  | Categoria       | Indicação       | Resultado |
| ---- | --------------- | --------------- | --------- |
| 1963 | Melhor Teleator | Leonardo Villar | Venceu    |

Festival de Brasília do Cinema Brasileiro (1965)
- Recebeu o Troféu Candango na categoria de melhor ator por A Hora e Vez de Augusto Matraga.

XX Jornada Internacional de Cinema da Bahia (1997)
- Recebeu o prêmio na categoria de melhor ator por Enigma de um Dia.

Prêmio Guarani de Cinema Brasileiro (2020)
- Recebeu o prêmio Guarani Honorário em homenagem ao conjunto de sua obra